# Xanthoprepes flavinigra
Xanthoprepes flavinigra är en fjärilsart som beskrevs av W. Warren 1897. Xanthoprepes flavinigra ingår i släktet Xanthoprepes och familjen mätare. Inga underarter finns listade i Catalogue of Life.